# 克拉斯諾西利斯凱 (別里斯拉夫區)
47°2′21″N 33°17′18″E / 47.03917°N 33.28833°E
克拉斯諾西利斯凯（烏克蘭語：Красносільське）是位於烏克蘭南部的村莊，由赫爾松州別里斯拉夫區的博羅津斯凱市鎮負責管轄。該村始建於1876年，面積0.33平方公里，海拔高度64米，2001年人口164，人口密度每平方公里492.5人。